# Кістоун-Гайтс (Флорида)
Кістоун-Гайтс (англ. Keystone Heights) — місто (англ. city) в США, в окрузі Клей штату Флорида. Населення — 1446 осіб (2020).

## Географія
Кістоун-Гайтс розташований за координатами 29°46′50″ пн. ш. 82°1′59″ зх. д. / 29.78056° пн. ш. 82.03306° зх. д. (29.780522, -82.033165).  За даними Бюро перепису населення США в 2010 році місто мало площу 2,88 км², з яких 2,85 км² — суходіл та 0,03 км² — водойми.

## Демографія
Згідно з переписом 2010 року, у місті мешкало 1350 осіб у 535 домогосподарствах у складі 375 родин. Густота населення становила 468 осіб/км².  Було 603 помешкання (209/км²).
Расовий склад населення:
| - 95,4 % — білих - 1,0 % — азіатів - 0,7 % — корінних американців - 0,4 % — чорних або афроамериканців |

До двох чи більше рас належало 2,1 %. Частка іспаномовних становила 3,0 % від усіх жителів.
За віковим діапазоном населення розподілялося таким чином: 25,8 % — особи молодші 18 років, 56,4 % — особи у віці 18—64 років, 17,8 % — особи у віці 65 років та старші. Медіана віку мешканця становила 38,9 року. На 100 осіб жіночої статі у місті припадало 92,3 чоловіків;  на 100 жінок у віці від 18 років та старших — 84,9 чоловіків також старших 18 років.
Середній дохід на одне домашнє господарство  становив 64 566 доларів США (медіана — 59 702), а середній дохід на одну сім'ю — 71 379 доларів (медіана — 70 882). Медіана доходів становила 50 230 доларів для чоловіків та 36 553 долари для жінок. За межею бідності перебувало 4,8 % осіб, у тому числі 1,8 % дітей у віці до 18 років та 11,6 % осіб у віці 65 років та старших.
Цивільне працевлаштоване населення становило 790 осіб. Основні галузі зайнятості: освіта, охорона здоров'я та соціальна допомога — 28,5 %, публічна адміністрація — 12,3 %, роздрібна торгівля — 11,1 %, науковці, спеціалісти, менеджери — 10,6 %.